# 埼玉青年師範学校
| 埼玉青年師範学校 （埼玉青師） | 埼玉青年師範学校 （埼玉青師） |
| ----------------------------- | ----------------------------- |
| 創立                          | 1944年                        |
| 所在地                        | 埼玉県幡羅村 （現・深谷市）   |
| 初代校長                      | 岡田恒輔                      |
| 廃止                          | 1951年                        |
| 後身校                        | 埼玉大学                      |
| 同窓会                        | 教友会                        |

埼玉青年師範学校（さいたませいねんしはんがっこう）は、1944年（昭和19年）に設立された青年師範学校である。

## 概要
- 1935年設立の埼玉県立青年学校教員養成所の官立移管により設立された。
- 学制改革により、新制埼玉大学教育学部の母体の一つとなった。
- 同窓会は「埼玉大学教育学部同窓会 教友会」と称し、旧制（師範・青師）・新制合同の会である。

## 沿革
- 1922年4月： 熊谷農学校に埼玉県実業補習学校教員養成所として併設される。
  - 修業年限1年。実業学校卒 （1923年以降は農業学校卒） で2年以上実務経験のある者、師範学校卒業者、教員免許所持者が対象。
- 1932年： 修業年限2年となる。
- 1935年4月： 埼玉県立青年学校教員養成所と改称。
- 1938年： 臨時養成科を設置（1941年廃止）。
- 1944年4月： 官立移管され、埼玉青年師範学校となる。
  - 修業年限3年。当初は男子部のみ設置。
  - 旧青年学校教員養成所の在学生を第2、3学年に編入。
- 1947年： 大里郡幡羅村（現・深谷市）の旧陸軍施設跡に移転。
- 1949年5月： 新制埼玉大学発足、埼玉大学埼玉青年師範学校として包括される。
  - 埼玉師範学校と共に、教育学部の母体となった。
- 1951年3月： 埼玉大学埼玉青年師範学校、廃止。

## 校地の変遷と継承
埼玉県実業補習学校教員養成所として創設以来、熊谷農学校（現・埼玉県立熊谷農業高等学校）校舎を使用した。1947年に大里郡幡羅村大字原郷字西原208番地（現・深谷市原郷、深谷商業の北隣）の旧東京第二陸軍造兵廠深谷製造所跡に移転し、廃止の日を迎えた。
深谷の校地は、新制埼玉大学教育学部職業科の実習農場（深谷農場）として継承された。1954年3月、深谷農場・熊谷農場は所管換となり、大宮市日進町に大宮農場が新設された。大宮農場は教育学部附属養護学校（1972年4月設置）の用地となり、代替として大久保農場が新設され、現在に至っている。

## 歴代校長
官立埼玉青年師範学校
- 校長： 岡田恒輔 （1944年4月 - 1945年10月15日[5]）
  - 埼玉師範学校校長と兼務
- 校長： 角南元一 （1945年10月15日[5] - 1946年10月）
  - 埼玉師範学校校長と兼務
- 校長： 吉田秀臣 （1946年10月 - 1948年9月）
- 校長： 平田政雄 （1948年9月 - 1949年6月）
- 校長： 林伝次 （1949年6月 - 1951年3月）
  - 新制埼玉大学教育学部 初代学部長

## 著名な出身者
- 三ツ林弥太郎 - 元衆議院議員(自由民主党)通算10期、第43代科学技術庁長官、勲一等旭日大綬章受章

## 参考書籍
- 埼玉大学50年史編纂専門委員会（編） 『埼玉大学五十年史』 埼玉大学50年史刊行会、1999年11月。
- 埼玉大学教育学部百年史編集委員会（編） 『百年史』 百年史刊行会、1976年3月。